# سرود جنگل
سرود جنگل (اوکراینی: Лісова пісня، ت. «Lisova pisnya») نمایشنامه‌ای شاعرانه در سه پرده اثر لسیا اوکراینکا است. این نمایشنامه در سال ۱۹۱۱ در شهر کوتائیسی نوشته شد و اولین بار در ۲۲ نوامبر ۱۹۱۸ در تئاتر فیلم کی‌یف به روی صحنه رفت. این اثر یکی از اولین نمونه‌های اصلی فانتزی در ادبیات اوکراین است.